# مانشستر سيتي موسم 2017–18
كان موسم 2017–18 هو الموسم الـ116 لمانشستر سيتي في كرة القدم التنافسية، والموسم الـ21 في الدوري الإنجليزي الممتاز. بالإضافة إلى الدوري، تنافس النادي أيضًا في كأس الاتحاد الإنجليزي وكأس رابطة الأندية الإنجليزية المحترفة ودوري أبطال أوروبا.
فاز مانشستر سيتي بلقبه الثالث في الدوري الإنجليزي الممتاز في 15 أبريل 2018، بعد فوز وست بروميتش ألبيون 1–0 خارج أرضه على مانشستر يونايتد صاحب المركز الثاني، وكأس رابطة الأندية الإنجليزية المحترفة في 25 فبراير 2018 بفوزه 3–0 على أرسنال، وكان هذا الأخير هو أول كأس لبيب غوارديولا في مانشستر سيتي.
حقق الفريق عددًا من الأرقام القياسية في الدوري الإنجليزي الممتاز خلال الموسم، بما في ذلك: أكبر عدد من النقاط (100)، أكبر عدد من النقاط خارج الأرض (50)، أكبر عدد من النقاط قبل صاحب المركز الثاني (19)، أكبر عدد من الانتصارات (32)، أكبر عدد من الانتصارات خارج الأرض (16)، أكبر عدد من الأهداف (106)، أفضل فارق أهداف (+79) وأكبر عدد من الانتصارات المتتالية (18). كما عادل الفريق الرقم القياسي لأسرع فوز بلقب الدوري الإنجليزي الممتاز (قبل 5 مباريات)، متغلبًا على كل الفرق الأخرى في الدوري طوال الموسم، ومسجلًا أكبر عدد من الانتصارات المتتالية خارج الأرض (11). نتيجة لتسجيل مانشستر سيتي رقمًا قياسيًا في الدوري الإنجليزي الممتاز لأكبر عدد من النقاط في موسم واحد (100)، حصل الفريق على لقب "Centurions"، وقد أشاد به المعلقون والصحفيون الكرويون باعتباره أحد أعظم الفرق في تاريخ الدوري الإنجليزي الممتاز.